# Amanda McKittrick Ros
Pour les articles homonymes, voir McKittrick.
Anna Margaret Ross, née McKittrick, le 8 décembre 1860 à Drumaness et morte le 2 février 1939 à Belfast, connue sous le nom de plume d'Amanda McKittrick Ros, est un écrivain irlandais. 
Elle a publié son premier roman Irene Iddesleigh à ses propres frais, en 1897. Elle écrit des poèmes et un certain nombre de romans. Ses œuvres sont considérées par certains critiques comme la pire prose ou poésie jamais publiée.

## Biographie
Amanda McKittrick, née à Drumaness le 8 décembre 1860, est le quatrième enfant d'Eliza Black et d'Edward Amlave McKittrick, proviseur du lycée de Drumaness.
Elle a épousé Andrew Ross, un veuf de 35 ans, le 30 août 1887 à l'église presbytérienne de Carrickfergus.
Son mari a financé la publication d'Irene Iddesleigh comme cadeau pour leur dixième anniversaire de mariage, lançant ainsi sa carrière littéraire. Elle a rédigé trois romans et un certain nombre de poèmes. Andrew Ross meurt en 1917, et sa veuve se remarie en 1922 avec Thomas Rodgers, un agriculteur du comté de Down.
Ros est morte au Royal Victoria Hospital à Belfast le 2 février 1939.